# Alsop en le Dale
Alsop en le Dale – wieś w Anglii, w Derbyshire. Leży 14,6 km od miasta Matlock, 26,9 km od miasta Derby i 209,5 km od Londynu. Alsop en le Dale jest wspomniana w Domesday Book (1086) jako Elleshope.